# 执失州
执失州，唐朝时设置的羁縻州。
貞觀二十三年（649年），以突厥执失部置，治所确址不详。属定襄都督府。后侨治宁朔县（今陕西省靖边县东北）界。